# Раскільдінське сільське поселення
Раскі́льдінське сільське поселення (рос. Раскильдинское сельское поселение) — муніципальне утворення у складі Аліковського району Чувашії, Росія. Адміністративний центр — село Раскільдіно.

## Населення
Населення — 791 особа (2019, 1083 у 2010, 1398 у 2002).

## Склад
До складу поселення входять такі населені пункти:
| Населений пункт          | Населення, осіб (2002) | Населення, осіб (2010) |
| ------------------------ | ---------------------- | ---------------------- |
| Великі Токташі, присілок | 204                    | 176                    |
| Малі Токташі, присілок   | 60                     | 47                     |
| Новий Ключ, виселок      | 0                      | -                      |
| Раскільдіно, село        | 545                    | 417                    |
| Турі-Вила, присілок      | 399                    | 322                    |
| Шундряші, присілок       | 190                    | 121                    |